# Bifurcación tridente
En matemáticas, una bifurcación tridente (en inglés pitchfork bifurcation) es un tipo particular de bifurcación local. Es habitual en sistemas dotados de alguna simetría. Al igual que las bifurcaciones de Hopf, las bifurcaciones pitchfork pueden ser supercríticas o subcríticas.

## Caso supercrítico

Caso supercrítico: las líneas continuas representan puntos estables, mientras que las líneas punteadas representan aquellos valores inestables.

La forma normal de la bifurcación tridente supercrítica es:
{\displaystyle {\frac {dx}{dt}}=rx-x^{3}.}
Para los valores negativos de {\displaystyle r}, hay un equilibrio estable en {\displaystyle x=0}. Para {\displaystyle r>0} hay un equilibrio inestable en {\displaystyle x=0}, y dos equilibrios estables para {\displaystyle x=\pm {\sqrt {r}}}.

## Caso subcrítico

Caso subcrítico: las líneas continuas representan puntos estables, mientras que las líneas punteadas representan aquellos valores inestables.

La forma normal de la bifurcación tridente subcrítica es:
{\displaystyle {\frac {dx}{dt}}=rx+x^{3}.}
En este caso, para {\displaystyle r<0} el equilibrio en {\displaystyle x=0} es estable, y hay dos equilibrios inestables en {\displaystyle x=\pm {\sqrt {-r}}}. Para {\displaystyle r>0} el equilibrio en  {\displaystyle x=0} es inestable.

## Definición formal
Una ecuación diferencial ordinaria
{\displaystyle {\dot {x}}=f(x,r)\,}
descrita por una función uniparamétrica {\displaystyle f(x,r)} con {\displaystyle r\in \mathbb {R} } satisfaciendo:
{\displaystyle -f(x,r)=f(-x,r)\,\,}  (f es una función impar),
{\displaystyle {\begin{array}{lll}\displaystyle {\frac {\partial f}{\partial x}}(0,r_{o})=0,&\displaystyle {\frac {\partial ^{2}f}{\partial x^{2}}}(0,r_{o})=0,&\displaystyle {\frac {\partial ^{3}f}{\partial x^{3}}}(0,r_{o})\neq 0,\\[12pt]\displaystyle {\frac {\partial f}{\partial r}}(0,r_{o})=0,&\displaystyle {\frac {\partial ^{2}f}{\partial r\partial x}}(0,r_{o})\neq 0.\end{array}}}
tiene una bifurcación de pitchfork en {\displaystyle (x,r)=(0,r_{o})}. La forma de la bifurcación es dada por el signo de la tercera derivada:
{\displaystyle {\frac {\partial ^{3}f}{\partial x^{3}}}(0,r_{o})\left\{{\begin{matrix}<0,&\mathrm {supercritical} \\>0,&\mathrm {subcritical} \end{matrix}}\right.\,\,}